# فاطمه امیری
فاطمه امیری (زاده ۲۰ دی ۱۳۷۹ در لامرد) بازیکن فوتبال اهل ایران است که در پست هافبک برای باشگاه فوتبال زنان پرسپولیس در لیگ برتر کوثر و تیم ملی فوتبال زنان ایران بازی می‌کند. او از زمان راه‌اندازی مجدد تیم زنان پرسپولیس، کاپیتان این تیم است.

## تیم ملی
فاطمه امیری، در تیم ملی فوتبال زیر ۱۹ سال زنان ایرانو همچنین تیم ملی فوتبال زنان ایران بازی کرده‌است.

## افتخارات
- قهرمانی در لیگ دسته اول فوتبال زنان ایران ۰۴–۱۴۰۳ با پرسپولیس